# Трипп, Арт
Артур Дайер Трипп III (англ. Arthur Dyer Tripp III; 10 сентября 1944, Атенс, штат Огайо) — перкуссионист/барабанщик, известный своим участием в группах The Mothers of Invention (конец 1967 (начало 1968) — 1969 гг.) и Captain Beefheart & the Magic Band. В настоящее время занимается мануальной терапией в штате Миссисипи.

## Биография

### Ранняя карьера
Трипп вырос в Питтсбурге, штат Пенсильвания. Он начал играть на барабанах в четвёртом классе в школьных группах, а в средней школе играл на свадьбах, вечеринках и танцах. Затем стал учеником Стэнли Леонарда, ударника Питтсбургского симфонического оркестра, под чьим руководством освоил игру на ксилофоне, литаврах, маримбе и других перкуссионных инструментах.
В 1961 году Трипп поступил в Музыкальную консерваторию при Университете Цинциннати для изучения перкуссии. Его частный преподаватель Эд Вьюболд был перкуссионистом в Симфоническом оркестре Цинциннати (англ. сокращение CSO). Став постоянным участником CSO, Арт выступал с такими артистами, как Игорь Стравинский, Айзек Стерн, Леонард Роуз, Хосе Итурби, Лорен Холлендер и Артур Фидлер. В 1966 году Государственный департамент США направил оркестр на десятинедельное мировое турне, которое принесло дополнительный опыт молодому музыканту. В то же время Трипп два сезона был литавристом в Дейтонском филармоническом оркестре и сезон одновременно в Cincinnati Summer Opera и Cincinnati Pops Orchestra. На него обратил внимание авангардный композитор Джон Кейдж и сотрудничал с ним в спектаклях и на мастер-классах, когда стал композитором-резидентом при консерватории.
В том же 1966 году Трипп получил степень бакалавра музыки и в 1967 году принял стипендию для обучения в Манхэттенской музыкальной школе в Нью-Йорке, для получения степени магистра музыки и дальнейшего музыкального развития. Его учителем был бывший перкуссионист Филадельфийского оркестра, Фред Хайнджер, который в то время выступал с оркестром музыкального театра Метрополитен-опера, а также там преподавал.

### Поздняя карьера
В Нью-Йорке Трипп встретился с Фрэнком Заппой. Звукоинженер Ричард Кунц рекомендовал Триппа, полагая, что его опыт идеальное подходит для новой группы Франка Заппе. Встретившись с Заппой, Трипп играл вместе с ним в Apostolic Studio, расположенной в Гринвич-Виллидже. Тогда же (в конце 1967 — начале 1968 гг.) Трипп был принят в состав The Mothers of Invention; он участвовал в записи семи альбомов и гастролировал вместе с ними по всей территории США и Европы. В начале 1968 года, после 18-месячного пребывания в Нью-Йорке, группа переехала в Голливуд. Год спустя Заппа распустил The Mothers и занялся сольной карьерой. Арт Трипп участвовал в записи четырёх альбомов The Mothers: Cruising with Ruben & the Jets (1968), Uncle Meat (1969), Burnt Weeny Sandwich (декабрь 1969) и Weasels Ripped My Flesh (1970). Между тем Трипп обсуждал различные проекты с давним коллегой и другом Заппы Доном ван Влитом (известным под псевдонимом Captain Beefheart). Позднее он присоединился к группе Бифхарта The Magic Band. В это время он также записывался с Чадом Стюартом и Brotherhood of Man, играл на ударных в Smothers Brothers Summer Special и тогда же ему было предложено играть в оркестровой яме для специфического шоу О, Калькутта!. Вскоре Трипп вместе с The magic Band решает переехать в Северную Калифорнию. Этот шаг ознаменовал пятилетний период записи и турне в США и в Европе. Из-за обязательств перед Бифхартом он отказался от предложения провести сессию с бывшими членами Magic Band — гитаристом Райем Кудером и саксофонистом Орнеттом Коулманом. В конце концов конфликт с Бифхартом привёл к тому, что остаток группы Magic Band отделился, чтобы создавать музыку и проводить репетиции для записи альбома, спродюсированного группой Jethro Tull с барабанщиком Бэрримором Барло и гитаристом Мартином Барром — Mallard. Однако к тому времени Трипп стал недоволен музыкальным бизнесом и вернулся в Питтсбург, где вместе со своим отцом работал в страховом бизнесе.
Через три года Трипп вернулся в музыку, осознав, что страховой бизнес — не то, чем он хотел заниматься. Он вернулся в Лос-Анджелес, где сотрудничал с Иэном Адвервудом и Рут Андервуд — бывшими музыкантами Фрэнка Заппы и The Mothers. В то время он также работал в качестве сессионного музыканта с Элом Стюартом и с другими исполнителями. Тем не менее студийная работа не давала очарования концертных выступлений, и он снова потерял интерес к продолжению своей музыкальной карьеры.
Во время своего пребывания в Лос-Анджелесе его заинтересовало лечение хиропрактикой доктора Джоэля Хэнсона, который посоветовал Триппу начать заниматься мануальной терапией. Он начал исследование хиропрактики в 1978 году. В 1983 году, получив лицензию на практику, он открыл клинику вблизи города Юрика, Калифорния. В 2000 году он перенёс свой бизнес в Галфпорт, Миссисипи, где в наши дни продолжает лечить пациентов.

## Дискография
- Mothers of Invention: Cruising with Ruben & the Jets (1968, LP, Verve)
- Mothers of Invention: Uncle Meat (1969, 2LP, Bizarre)
- Wild Man Fischer: An Evening With Wild Man Fischer (1969, LP, Bizarre/Reprise)
- Mothers of Invention: Burnt Weeny Sandwich (1970, LP, Bizarre)
- Mothers of Invention: Weasels Ripped My Flesh (1970, LP, Bizarre)
- Captain Beefheart and The Magic Band: Lick My Decals Off, Baby (1970, LP, Straight)
- Jean-Luc Ponty: King Kong (1970, LP, World Pacific Jazz ST20172)
- Smothers Brothers: The Smothers Brothers Summer Show (1970, TV, ABC)
- Captain Beefheart and The Magic Band: The Spotlight Kid (1972, LP, Reprise)
- Captain Beefheart and The Magic Band: Clear Spot (1972, LP, Reprise)
- Captain Beefheart and The Magic Band: Unconditionally Guaranteed (1974, LP, Mercury)
- Mallard: Mallard (1975, LP, Virgin Records V2045)
- Captain Beefheart and The Magic Band: Shiny Beast (Bat Chain Puller) (1978, LP, Warner)
- Al Stewart: Time Passages (1978, LP, Arista)
- Frank Zappa: You Can't Do That on Stage Anymore, Vol. 1 (1988, 2CD, Rykodisc)
- Frank Zappa: You Can't Do That on Stage Anymore, Vol. 4 (1991, 2CD, Rykodisc)
- Mothers of Invention: The Ark (1991, CD, Rhino Foo-eee Records, R2 70538)
- Frank Zappa: You Can't Do That on Stage Anymore, Vol. 5 (1992, 2CD, Rykodisc)
- Jefferson Airplane: Loves You (1992, 3CD, RCA)
- Zappa/Mothers: Ahead Of Their Time (1993, CD, Rykodisc)
- Tim Buckley: Live at the Troubadour 1969 (1994, CD, French, Edsel Records)
- Frank Zappa: The Lost Episodes (1996, CD, Rykodisc)
- Frank Zappa: Mystery Discs (1998, CD, Rykodisc)
- Captain Beefheart and His Magic Band: Grow Fins (1999, 5CD, Revenant Records)
- Jefferson Airplane: Crown of Creation (2003, EU, CD, RCA)

## Фильмография
- 200 Motels, 1971
- Uncle Meat, 1987
- The True Story of Frank Zappa's 200 Motels, 1989

## Интервью
- Frank Zappa and the Mothers of Invention In The 1960s, DVD Video SIDVD545, 2008
- Radio Interview, February 6, 2010, https://web.archive.org/web/20090907173741/http://woub.org/radio/index.php?section=4&page=19